# Chiesa dei Santi Fabiano e Sebastiano (Trento)
La chiesa dei Santi Fabiano e Sebastiano è la parrocchiale di Villamontagna, frazione di Trento. Fa parte della zona pastorale di Trento e risale al XVI secolo.

## Storia

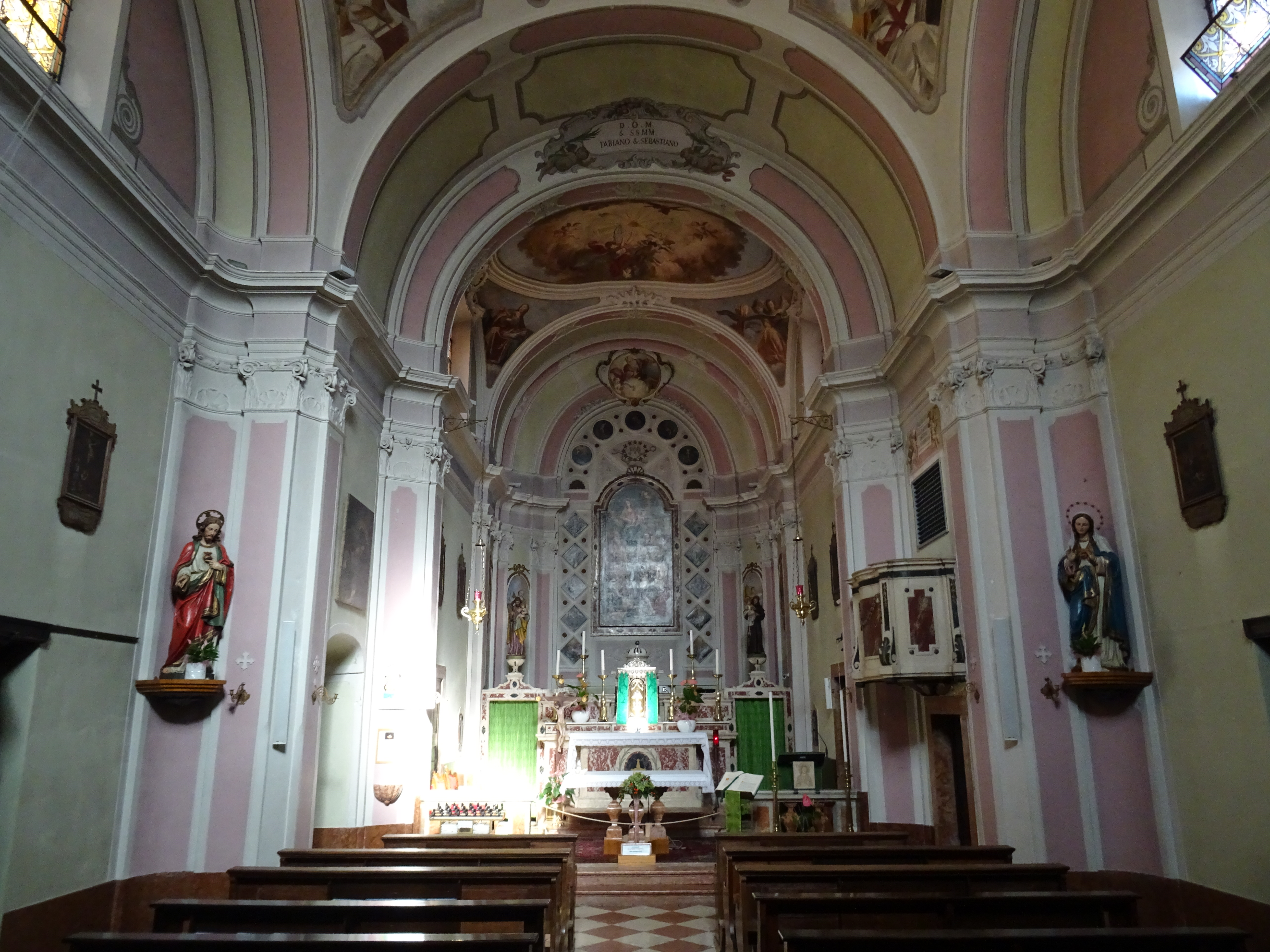
Interno

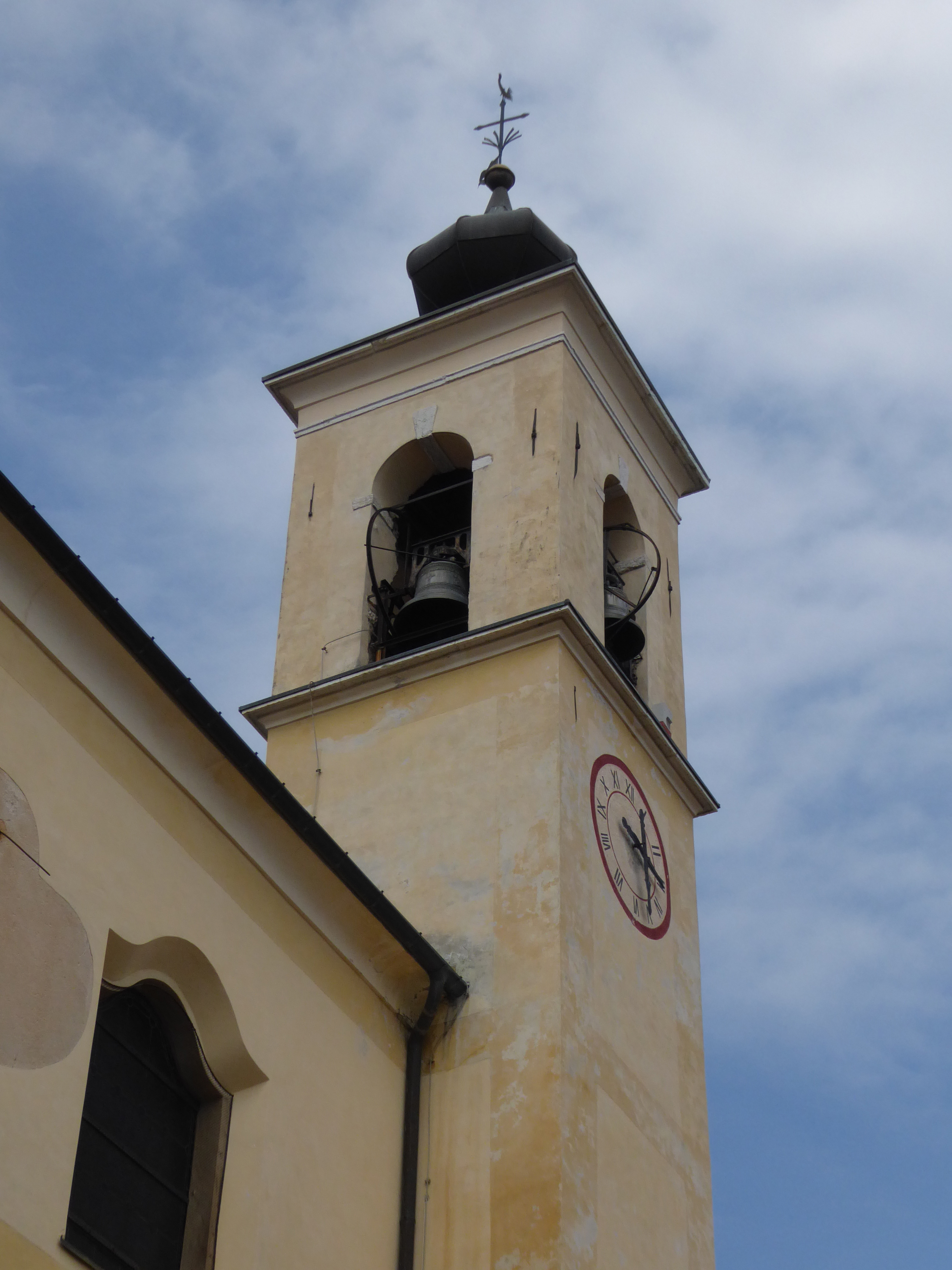
Particolare della torre campanaria.

Il luogo di culto venne edificato nel XVI secolo e la sua solenne consacrazione fu celebrata nel 1583. Nel 1775 fu elevata a dignità curaziale, come sussidiaria della chiesa di Santa Maria Maggiore, la pieve che aveva ospitato diverse sedute del concilio di Trento. Nella seconda metà del XVIII secolo, tra il 1785 e il 1787, fu oggetto di una quasi completa ricostruzione su progetto dell'architetto Francesco Cometti. Dopo i lavori alle opere murarie gli interni furono decorati a stucco. Gli affreschi sono attribuiti a Domenico Zeni.
La solenne consacrazione del nuovo edificio fu celebrata nel 1816. Oltre un secolo dopo, alla fine della prima guerra mondiale, venne elevata a dignità di chiesa parrocchiale. L'ultimo ciclo di restauri è stato realizzato nel 1982, quando sono state rifatte tutte le coperture e gli esterni sono stati ritinteggiati.

## Descrizione

### Esterni
L'orientamento dell'edificio, che si trova nel centro dell'abitato di Villamontagna, è tradizionalmente verso est. La facciata a capanna si affaccia su una strada in leggera pendenza ed è a due spioventi. Presenta gli spigoli arrotondati e risulta suddivisa da fasce orizzontali dipinte che scandiscono anche il frontone triangolare superiore. Il portale di accesso è architravato e vi si accede da alcuni gradini. La torre campanaria è posta in posizione arretrata, sulla destra della struttura, accanto alla sagrestia.

### Interni
La navata interna è unica, leggermente ampliata da due cappelle laterali contrapposte e speculari. Attraverso l'arco trionfale si accede al presbiterio leggermente rialzato.
La pala che si trova sull'altare maggiore raffigura la Madonna in trono con Bambino e santi. Gli affreschi tra gli stucchi nella zona absidale sono opera di Domenico Zeni e i dipinti che raffigurano la Via Crucis sono opera di Karl Henrici.